# Hemerobius vagans
Hemerobius vagans är en insektsart som beskrevs av Banks 1937. Hemerobius vagans ingår i släktet Hemerobius och familjen florsländor. Inga underarter finns listade i Catalogue of Life.